# Noites da 2
Noites da 2 foi um bloco do canal RTP2, transmitido de segunda a sexta-feira da meia noite à 1 hora, servindo como uma alternativa às programações transmitidas nos canais por cabo. O bloco destinava-se a transmitir séries, documentários e reportagens.